# Mushroomhead
A Mushroomhead amerikai metalegyüttes. 1993-ban alakultak meg Clevelandben. Zeneileg nu metalt, alternatív metalt, indusztriális metalt és experimental rockot játszanak. Jelenlegi tagjai: Jason Popson, Steve Rauckhorst, Ryan Farrell, Rick Thomas, Robbie Godsey, Joe Gaal, Dave Felton és Steve Felton. Steve Felton az egyetlen olyan tag, aki a kezdetektől fogva benne van a zenekarban.
A Mushroomhead híres lett látványos koncert-fellépéseikről és elmaszkírozott külsejű tagjairól. Valószínűleg ez az együttes volt a legnagyobb hatással a Slipknotra, hiszen a Slipknot hasonló jellegű zenét játszik, illetve ők is a maszkos külsejükről lettek népszerűek. Sok ember a Mushroomhead utánzatának tartja a Slipknotot. Időnként a GWAR-hoz is szokták hasonlítani a Mushroomheadet, de inkább a Slipknot a fő hasonlítási alany. A két együttes között a valóságban is volt viszály, ugyanis a Mushroomheadnek nem tetszett, hogy a Slipknot utánozza őket. Ennek ellenére a "Gombafej" egykori énekese, Waylon Reavis egy interjúban kijelentette, hogy sokkal jobb együttesnek tartja a Slipknotot, mint a saját együttesét. A zenekar 2020-ra új stúdióalbumot tervez.

## Diszkográfia
- Mushroomhead (1995)
- Superbuick (1996)
- M3 (1999)
- XX (2001)
- XIII (2003)
- Savior Sorrow (2006)
- Beautiful Stories for Ugly Children (2010)
- The Righteous and the Butterfly (2014)
- A Wonderful Life (2020)